# Friedrich Friedrichs
Friedrich Friedrichs (Spork, 21 febbraio 1895 – Arcq, 15 luglio 1918) è stato un aviatore e militare tedesco, asso dell'aviazione durante la prima guerra mondiale accreditato di 20 vittorie aeree.
Inizia la sua esperienza durante la prima guerra mondiale nella fanteria fino a quando una ferita in battaglia non lo rende più idoneo. Friedrichs quindi si trasferisce nell'aviazione. Vola a bordo di palloni frenati biposto come osservatore di artiglieria nella 264ª unità Flieger-Abteilung (Artillerie) (Distaccamento volante (Artiglieria)) prima di entrare nella Jagdstaffel 10. Come pilota ha abbattuto 11 palloni di osservazione e 10 aerei nemici. Muore in azione il 15 luglio 1918, quando il suo Fokker D.VII prese fuoco a mezz'aria.

## Biografia
Friedrich "Fritz" Friedrichs è nato a Spork, Vestfalia, nella Germania occidentale, il 21 febbraio 1895. Suo padre era un funzionario doganale. Friedrichs partecipato Hermann-Tast Gymnasium conseguendo il diploma nel 1914. Il suo interesse era condurre una carriera da medico.
Si offre volontario per il servizio nell'esercito imperiale tedesco e viene arruolato nell'85º Reggimento Fanteria il 14 agosto 1914. Il 9 ottobre viene mandato al fronte e vi rimane fino a quando non viene distaccato per la formazione da ufficiale a Monaco di Baviera. Dopo aver conseguito la laurea il 23 settembre 1915, gli viene dato il grado da tenente e viene inviato al 32º Reggimento di Fanteria. Durante la sua campagna in Serbia, è stato colpito da granate e ferito gravemente, tanto da essere dichiarato non idoneo a causa di danni permanenti alla sua gamba sinistra.

### Il servizio presso l'aviazione
Dopo il grave incidente sul fronte, Friedrichs si trasferiti nella Luftstreitkräfte. Venne sottoposto ad una formazione aeronautica dal 1 ottobre 1916 al 20 febbraio 1917 a Colonia e Paderborn prima di essere addestrato come osservazione di artiglieria a Jüterbog. Il 9 giugno viene assegnato alla 227ª unità Flieger-Abteilung (Artillerie) (Distaccamento volante (Artiglieria)), uno squadrone di palloni frenati biposto di osservazione dell'artiglieria. Durante questo periodo gli viene assegnata la Croce di Ferro sia di prima che di seconda classe.
Il 4 gennaio 1918, dopo una settimana di formazione presso la Jastaschule, viene assegnato alla Jagdstaffel 10, una squadriglia dello stormo Jagdgeschwader 1.
La sua prima vittoria aerea avvenne il 18 marzo 1918, ma non venne confermata. Tre giorni dopo abbatte uno dei posti di osservazione con palloni frenati a Ruyaulcourt, in Francia, in prossimità della Somme. Incrementa le sue vittorie aeree a marzo abbattendo un S.E.5a, non facendo registrare nessun abbattimento nel mese di aprile.
Abbatte un DH.9 il 3 maggio e il 15 un Sopwith Camel. Tre giorni dopo inizia una serie sei di vittorie abbattendo palloni frenati da osservazione, l'ultimo l'8 giugno 1918 portando le sue vittorie aeree di questo tipo a dieci. Sempre nel giugno 1918 ottiene altre nove vittorie, quattro dei quali abbattendo palloni frenati. Nel mese di luglio ottiene la sua ventesima vittoria aerea complessiva abbattendo un Nieuport 28. Qualche giorno dopo riuscì ad abbattere un altro Nieuport 28, ma l'abbattimento non gli venne accreditato.

### La morte
Il 15 luglio un pericolo inaspettato raggiunse Friedrichs. Il suo aereo prese fuoco a mezz'aria probabilmente a causa dell'accensione spontanea dei proiettili incendiari installati sul suo Fokker D.VII. Friedrichs riuscì a paracadutarsi fuori dal suo aereo, ma l'imbracatura del paracadute rimase impigliata nella coda dell'aereo facendogli trovare la morte.
Friedrich Friedrichs era già stato insignito della Croce di Cavaliere dell'Ordine Reale di Hohenzollern. Fu indicato per ricevere anche il Pour le Mérite che gli venne assegnata il 20 luglio, cinque giorni dopo la sua morte. Tuttavia, gli annali dell'ordine non lo vedono come destinatario della prestigiosa onorificenza.